# Nowa Ruda (gromada)
Nowa Ruda – dawna gromada, czyli najmniejsza jednostka podziału terytorialnego Polskiej Rzeczypospolitej Ludowej w latach 1954–1972.
Gromady, z gromadzkimi radami narodowymi (GRN) jako organami władzy najniższego stopnia na wsi, funkcjonowały od reformy reorganizującej administrację wiejską przeprowadzonej jesienią 1954 do momentu ich zniesienia z dniem 1 stycznia 1973, tym samym wypierając organizację gminną w latach 1954–1972.
Gromadę Nowa Ruda z siedzibą GRN w mieście Nowej Rudzie (nie wchodzącym w skład gromady) utworzono 1 stycznia 1972 w powiecie noworudzkim w woj. wrocławskim. W skład gromady weszły: obszar zniesionej gromady Włodowice (wsie Krajanów, Sokolnica i Włodowice), wsie Bieganów i Tłumaczów ze zniesionej gromady Ścinawka Górna oraz wsie Wolibórz, Nowa Wieś Kłodzka i Dzikowice ze zniesionej gromady Wolibórz – w tymże powiecie.
Gromada przetrwała do końca 1972 roku, zaledwie jeden rok, czyli do kolejnej reformy gminnej. 1 stycznia 1973 w powiecie noworudzkim reaktywowano zniesioną w 1954 roku gminę Nowa Ruda (od 1999 roku, tak jak w latach 1945–1954, gmina Nowa Ruda znajduje się w powiecie kłodzkim).